# Brian Haner
Brian Elwin Haner, Sr (7 de abril de 1958), más conocido por Guitar Guy o Papa Gates, es un músico estadounidense, cómico y autor. A Brian se le conoce por ir de tour con su amigo Jeff Dunham, ventrílocuo y cómico, en el especial muy especial Navidad de Jeff Dunham.

## Biografía
Brian consiguió su primera guitarra a la edad de 5 años, después de ver a The Beatles en The Ed Sullivan Show. Tuvo su primera banda a los 10 años y se llamaba The Plastic Mind.

## Carrera
Un año antes de terminar la escuela secundaria, Brian consiguió un trabajo de verano para ir de gira con Sam the Sam and Pharaohs, conocidos por sus éxitos, Woolly Bully y Little Red Ridding Hood. Durante el año escolar, Brian tocaba en clubs nocturnos en Los Ángeles. Al año siguiente, pidió un puesto para ir de gira con Frank Zappa; Aunque Brian no hizo la audición, Frank Zappa lo llamó.
Después de trabajar varios años como músico eventual, especialmente con Norman Whitfield, Brian firmó su primer contrato discográfico con Polydor bajo el nombre de Brian West. Produjeron su primer álbum "Don't Stop Now". A lo largo de la década de 1980, Brian grabó y realizó giras en Europa. En los años 1990, su composición se extendió por programas de televisión y películas. Desde 1998 a 2003, Brian produjo el show de hipnosis de su segunda esposa y actuó en clubes nocturnos. En 2003, firmó con un productor de música en Nashville y lanzó dos discos compactos llamados "My Old Guitar" y "Carney Man". También participó en un programa de stand-up comedy, interpretando sus canciones en historias.
En 2005 publicó su primera novela "Carney Man". Después de pasar un año en Las Vegas siendo telonero de Bobby Slayton, Brian comenzó a ir de gira y hacer especiales en televisión como "Guitar Guy" con Jeff Dunham. Brian lanzó otros dos discos compactos: "Cougar Bait" y "Fistfilgh At The Walfflehouse". Su disco compacto más exitoso es "Jeff Dunham's Very Special Christmas" con los títeres de Jeff Dunham cantando las canciones de Brian Haner.
En 2010, Brian Haner grabó algunas pistas de guitarra para el álbum de Avenged Sevenfold, Nightmare. Entre ellos los solos de guitarra de "Tonight The World Dies" y "So Far Away", que fue escrito por su hijo Synyster Gates en memoria del baterista de la banda y mejor amigo, que murió en 2009 The Rev.
En 2012 publicó su segundo libro, Ginny Reb, que trata sobre las experiencias de una mujer en el ejército.

## Vida personal
Se casó en 1980 con su primera esposa, Jan Gera, con quien tuvo dos hijos: Brian Haner, Jr., más conocido por su nombre artístico Synyster Gates, guitarrista líder de la banda de metal Avenged Sevenfold; y Brent Haner, un exitoso agente de seguros en Trinity One Insurance. La pareja se divorció. Más tarde Brian conoció a Suzy Haner. Actualmente están casados y tienen una hija llamada McKenna Haner.